# Yukino Yoshida
Yukino Yoshida (jap. 吉田 雪乃 Yoshida Yukino; ur. 29 stycznia 2003 w Morioce) – japońska łyżwiarka szybka, dwukrotna medalistka mistrzostw świata juniorów.

## Kariera
W 2020 wystartowała na igrzyskach olimpijskich młodzieży w Lozannie, gdzie zdobyła dwa medale. W biegu na 500 m była trzecia, a w sprincie mieszanym wywalczyła złoto.
Na mistrzostwach świata juniorów w Innsbrucku w 2022 zdobyła złoty medal w biegu na 1000 m i srebrny na 500 m.
Podczas mistrzostw czterech kontynentów w Quebecu w 2023 zdobyła brązowy medal w biegu na 500 m.
W sezonie 2024/2025 Pucharu Świata zajęła trzecie miejsce w klasyfikacji końcowej 500 m.